# Dezertifikace

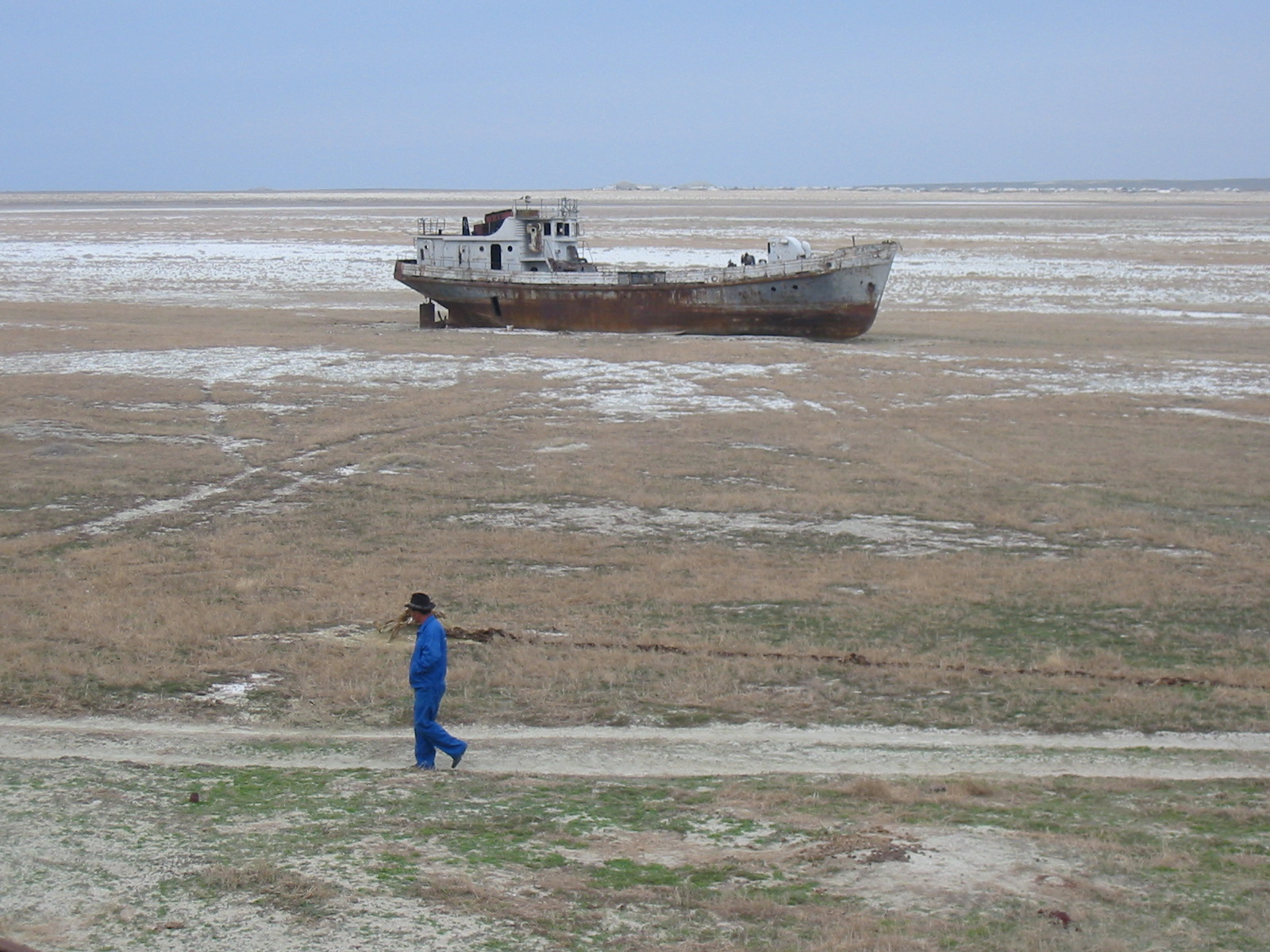
Poušť na místě, odkud ustoupilo vysychající Aralské jezero

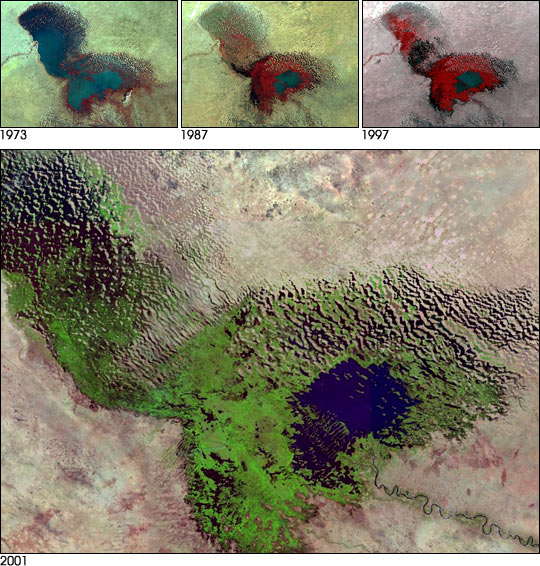
Satelitní snímek jezera Čad z roku 2001, skutečné jezero je vyznačeno modře. Mezi lety 1987 a 2005 ztratilo jezero více než 90 % své plochy.

Dezertifikace (též nazývaná jako desertizace) je proces, při kterém přírodní nebo lidské příčiny snižují biologickou produktivitu suchých oblastí. Pokles biologické produktivity přitom může být důsledkem změn klimatu, odlesňování, nadměrné pastvy, chudoby, politické nestability, neudržitelných zavlažovacích postupů nebo kombinací těchto faktorů. Taková degradace území má přitom za následek vznik pouští nebo polopouští. 
Příkladem dezertifikace může být rozšiřování Sahary (oblast Sahelu) nebo vysychání Aralského jezera. S dezertifikací se potýká i Čína, která proti rozšiřování pouště Gobi zahájila rozsáhlý projekt – tzv. Velkou zelenou zeď. V roce 1996 vstoupila v platnost Úmluva OSN o boji proti dezertifikaci, kterou ratifikovala naprostá většina zemí světa.

## Definice slova
Původně byla dezertifikace chápána jako „proces přeměny úrodné půdy v poušť, obvykle v důsledku odlesňování, sucha nebo nevhodného/nezpůsobilého zemědělství“, ale formulací bylo více. Takto úzce chápaná definice, omezující se na fyzické rozšiřování pouští, se již ale neužívá. V textu Úmluvy OSN o boji proti dezertifikaci (UNCCD) je dnes dezertifikace definována jako „degradace půdy v suchých, polosuchých a suchých subhumidních oblastech, a to v důsledku různých faktorů, včetně proměnlivosti klimatu a lidských činností“.

## Historie
V průběhu geologické historie docházelo k přirozenému vývoji pouští. Nejznámější pouště světa vznikly v důsledku dlouhých časových intervalů vzájemného působení přírodních procesů. Během většiny těchto období se pouště zvětšovaly a zmenšovaly nezávisle na lidské činnosti. Historické doklady vážného a rozsáhlého poškození půdy již před staletími existují pro Středomoří, Mezopotámskou nížinu a Sprašovou plošinu v Číně, kde bylo husté osídlení.

## Ohrožená území
Suché oblasti zabírají přibližně 40–41 % rozlohy pevnin a žije na nich více než 2 miliardy lidí. Odhaduje se, že přibližně 10–20 % suchých oblastí je již degradováno a celková plocha postižená dezertifikací se pohybuje mezi 6 a 12 miliony km2. Přibližně 1–6 % obyvatel suchých oblastí tak žije v dezertifikovaných oblastech a další miliarda lidí je dezertifikací ohrožena.

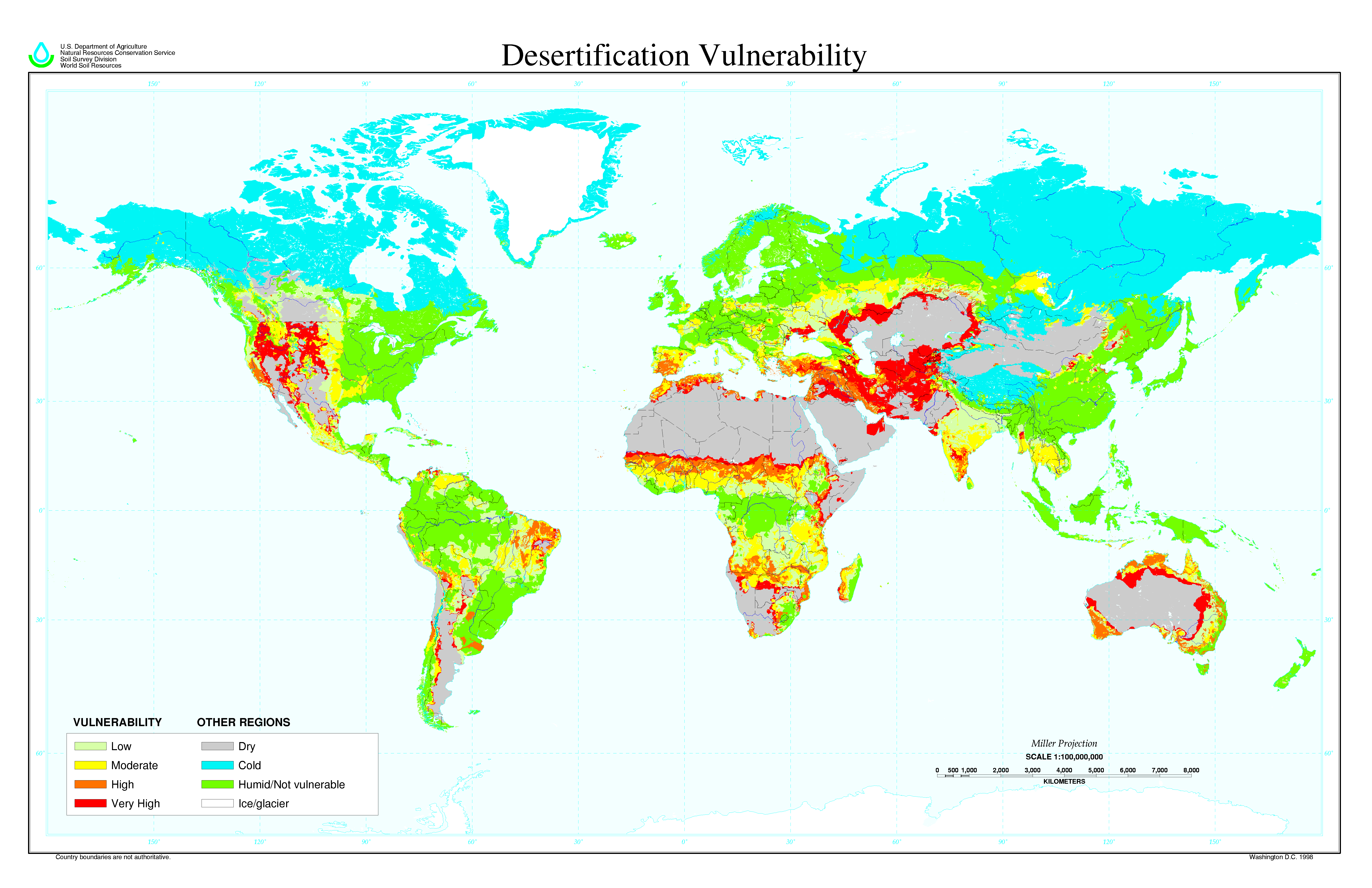
Území ohrožená dezertifikací

### Oblast Sahelu v Mali
Typickým příkladem dezertifikace je rozšiřování pouští v oblasti Sahelu. V Sahelu můžeme v přímém přenosu vidět dopad globálního oteplování a lidské činnosti. Všechny oblasti nacházející se ve východní části Afriky (tj. v oblasti Sahelu) se vyznačují suchým klimatem, vysokými teplotami a nízkým množstvím srážek (300–750 mm srážek za rok). Sucha jsou v oblasti Sahelu pravidlem, ale ne v takové míře jako můžeme vidět dnes. Podle některých studií přišla Afrika za posledních 50 let přibližně o 650 000 km2 produktivní zemědělské půdy. Šíření dezertifikace v této oblasti je značné.
Podnebí Sahary prošlo za posledních několik set tisíc let obrovskými výkyvy, přičemž každých 20 000 let. osciluje mezi vlhkými (pastviny) a suchými (pouštěmi). Tento jev je pravděpodobně způsoben dlouhodobými změnami severoafrického klimatického cyklu, který mění dráhu severoafrického monzunu, což je způsobeno přibližně 40 000 let starým cyklem, při němž se mění osový sklon Země v rozmezí 22° až 24.5°. Některé statistiky ukázaly, že od roku 1900 se Sahara rozšířila o 250 km na jih v úseku dlouhém 6000 km od západu na východ. Průzkum prováděný Výzkumným ústavem pro rozvoj prokázal, že to znamená, že se sucho v sahelských zemích rychle šíří. Na 70 % suchých oblastí se zhoršila kvalita a zmizely vodní zdroje, což vedlo k degradaci půdy. Úbytek svrchní půdy znamená, že rostliny nemohou pevně zakořenit a mohou být vyvráceny přívaly vody nebo silným větrem.
  

Dezertifikace je podle některých výzkumů spojena se změnami teplot mořské povrchové vody. V oblasti Sahelu to způsobuje oteplování rovníkového Indického oceánu, který spolu s oteplováním jižní části Atlantského oceánu ovlivňuje monzunové období. V důsledku oteplení mořské vody ve spojení s rapidním odpařováním vody z půdy zapříčiněné globálním oteplováním dochází v oblasti Sahelu k prodlužování období sucha.

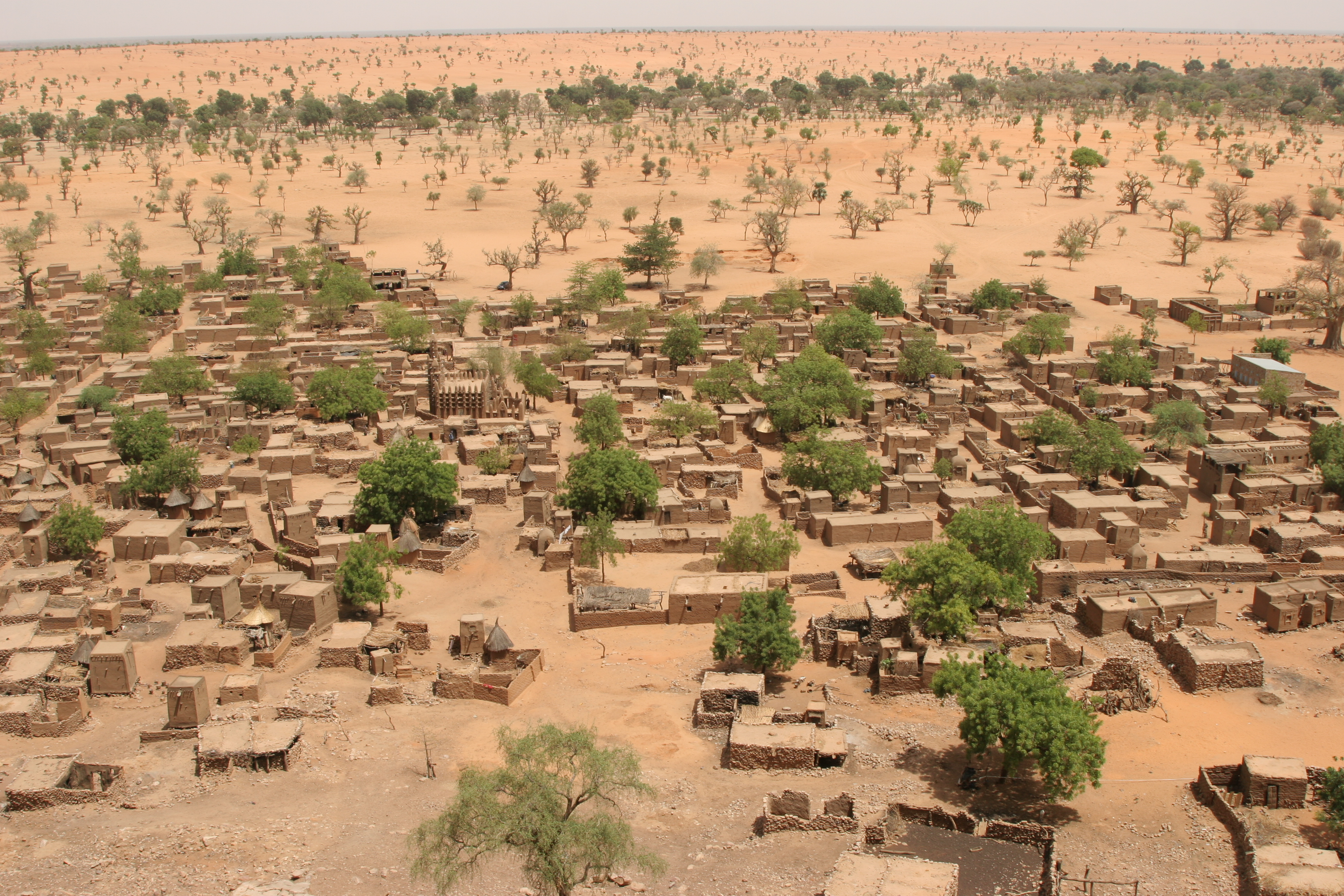
Vesnice Telly v Mali, oblast Sahel

Podle Úmluvy OSN by se v letech 1997–2020 muselo z pouštních oblastí subsaharské Afriky do severní Afriky a Evropy odstěhovat přibližně 6 milionů obyvatel Sahelu.

### Poušť Gobi
Další významnou oblastí, která je postižena rozšiřováním pouští, je poušť Gobi. V současné době je poušť Gobi nejrychleji se pohybující pouští na Zemi a podle některých výzkumníků poušť Gobi ročně pohltí více než 3 370 km2 půdy. V současné době se podle fotografií poušť Gobi rozšířila natolik, že by se do jejího prostoru vešlo celé Chorvatsko (s přibližně 4 miliony obyvatel). Tento fakt způsobuje velké problémy obyvatelům Číny, kteří se budou muset vypořádat s blížící se pouští a rozšiřující se neúrodnou krajinou. Ačkoli je samotná poušť Gobi od Pekingu daleko, tak zprávy z terénních výzkumů uvádějí, že jen 70 km za městem se tvoří velké písečné duny.

### Mongolsko
V Mongolsku je přibližně 90  % travnatých ploch ohroženo dezertifikací. Přičemž se odhaduje, že pouze 13 % dezertifikace je způsobeno přírodními faktory, zbytek je způsobem lidským vlivem, zejména nadměrnou pastvou a zvýšenou erozí půdy v zemědělských oblastech. Plocha mongolské půdy, kterou pokrývá písek se za posledních 40 let zvýšila o 8,7 %. Tyto změny doprovází degradace 70 % mongolských pastvin. Kromě nadměrné pastvy a posunu klimatu mongolská vláda uvedla jako hlavní příčiny rozšiřování pouští v zemi i lesní požáry, neudržitelné lesnictví nebo důlní činnost. Novější studie uvádí jako hlavní příčinu rozšiřování pouští také přechod od chovu ovcí ke kozám s cílem uspokojit exportní poptávku po kašmírové vlně. Ve srovnání s ovcemi však kozy více poškozují pastviny tím, že požírají kořínky a květy.

### Jižní Amerika
Jižní Amerika je další oblastí ohroženou dezertifikací. Kolem 25 % území je klasifikováno jako tzv. suché oblasti. Konkrétně v Argentině představují suché oblasti více než polovinu celkové rozlohy. Dezertifikace může narušit zásobování země potravinami.

## Příčiny
Příčiny dezertifikace lze rozdělit do dvou kategorií v závislosti na tom, čím jsou vyvolány. První kategorií jsou přírodní činitelé, tedy jevy přirozené a druhou kategorií jsou činitelé antropogenní, tedy jevy ovlivněné člověkem a jeho činností. Mnohdy je těžké určit, jaký činitel dezertifikaci ovlivňuje, protože dezertifikace není většinou způsobena pouze jedním faktorem, ale kombinací více jevů. 
Bezprostřední příčinou dezertifikace je úbytek většiny vegetace. K tomu přispívá řada faktorů jako sucho, klimatické posuny, obdělávání půdy pro zemědělství, nadměrná pastva a odlesňování kvůli palivu nebo stavebním materiálům. Vegetace hraje významnou roli při určování biologického složení půdy. Studie ukázaly, že v mnoha prostředích se rychlost eroze a odtoku exponenciálně snižuje s rostoucím vegetací. Nechráněné, suché půdní povrchy jsou odnášeny větrem nebo odplavovány přívalovými povodněmi, přičemž zůstávají neúrodné spodní vrstvy půdy, které se na slunci stávají pouhou neproduktivní a neúrodnou zpevněnou plochou.  Mnozí vědci jako nejčastější příčinu dezertifikace uvádí nadměrnou pastvu, tedy přílišnou spotřebu vegetace dobytkem nebo jinými hospodářskými zvířaty. V minulosti tento faktor nepředstavoval prakticky problém, a to především v důsledku kočovného způsobu života. Pastevci nezůstávali na jednom místě a lidé se tolik intenzivně nevěnovali zemědělství. Existuje však domněnka, že když se naposledy Sahara změnila ze savany na poušť, bylo to částečně způsobeno nadměrným spásáním dobytkem místních obyvatel.

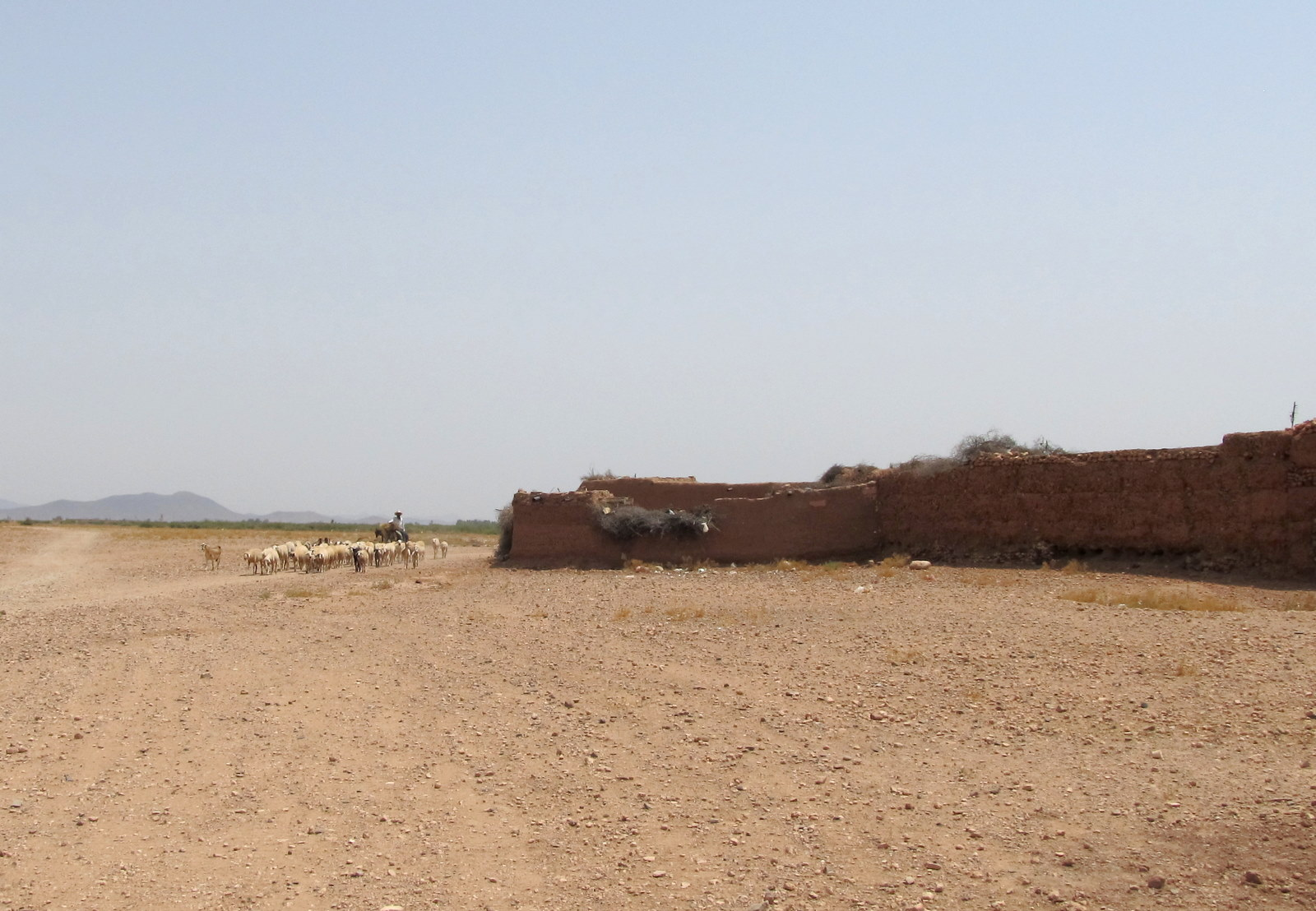
Pastýř vedoucí stádo ovcí přes poušť u Marrákeše, Maroko

Dalším faktorem, který ovlivňuje podobu krajiny (nejen v této oblasti), je přelidnění. Jedná se z pohledu rozšiřování pouští o jeden z nejnebezpečnějších faktorů, neboť lidská populace roste exponenciální rychlostí, což dále vede k již zmiňovanému nadměrnému spásání, ale i nadměrnému zemědělství a odlesňování. Hlavní důvod pro využívání intenzivního zemědělství je zejména snaha o maximalizaci výnosů, přičemž zvyšování produktivity vyžaduje mnohem více hnojiv, pesticidů a práce na údržbu strojů. Toto nepřetržité využívání půdy vyčerpává v půdě rychle živiny a způsobuje šíření dezertifikace.

## Následky
V důsledku dezertifikace klesá hladina podzemních vod. Tento následek je nepříznivý jak pro veškerou faunu a flóru na daném území, tak samozřejmě i pro člověka. Lidé bez přísunu vody ani potravy nedokážou dlouhodobě existovat, což následně vede k nucené migraci. V kontextu dezertifikace při migraci obyvatel hovoříme o tzv. environmentálním uprchlictví. Nejméně 90 % obyvatel suchých oblastí žije v rozvojových zemích, kde trpí špatnými ekonomickými i sociálními podmínkami. Tuto situaci zhoršuje degradace půdy, protože je tím snižována produktivita, což má za následek zhoršení životních podmínek a ztížením přístupu ke zdrojům a rovným příležitostem. V mnoha méně rozvinutých zemích se vytváří sestupná spirála v důsledku nadměrné pastvy, vyčerpání půdy a nadměrného čerpání podzemních vod v okrajově produktivních světových regionech v důsledku tlaku přelidnění na využívání okrajových suchých oblastí pro zemědělství. Osoby s rozhodovací pravomocí se pochopitelně zdráhají investovat do suchých oblastí s nízkým potenciálem. Tato absence investic společně se špatně přizpůsobenými výrobními technikami a nedostatečně živeným a vzdělaným obyvatelstvem následně přispívá k marginalizaci těchto oblastí. Výsledkem je faktické vyloučeních těchto oblastí z rozvoje.
Dezertifikace často způsobuje, že venkovské oblasti přestávají být schopny uživit stejně velké obyvatelstvo, jaké tam dříve žilo. To má za následek již zmíněnou masovou migraci. Lidé z takových oblastí však nemigrují pouze za hranice svých států, ale rozšířená je i migrace z venkovských oblastí do měst (urbanizace). To je typické zejména pro oblast Afriky, kde však tento příliv obyvatel do měst způsobuje velké množství nezaměstnaných lidí, kteří často žijí ve slumech. Stejné problému dále čelí i Mongolsko, kde tvoří 90 % půdy zranitelné souše. To vede mnoho pastevců k migraci za prací do města. Pastevci, kteří se rozhodnou zůstat na suché půdě, musí pást velmi opatrně, aby půdu zachovali.

### Písečné a prachové bouře

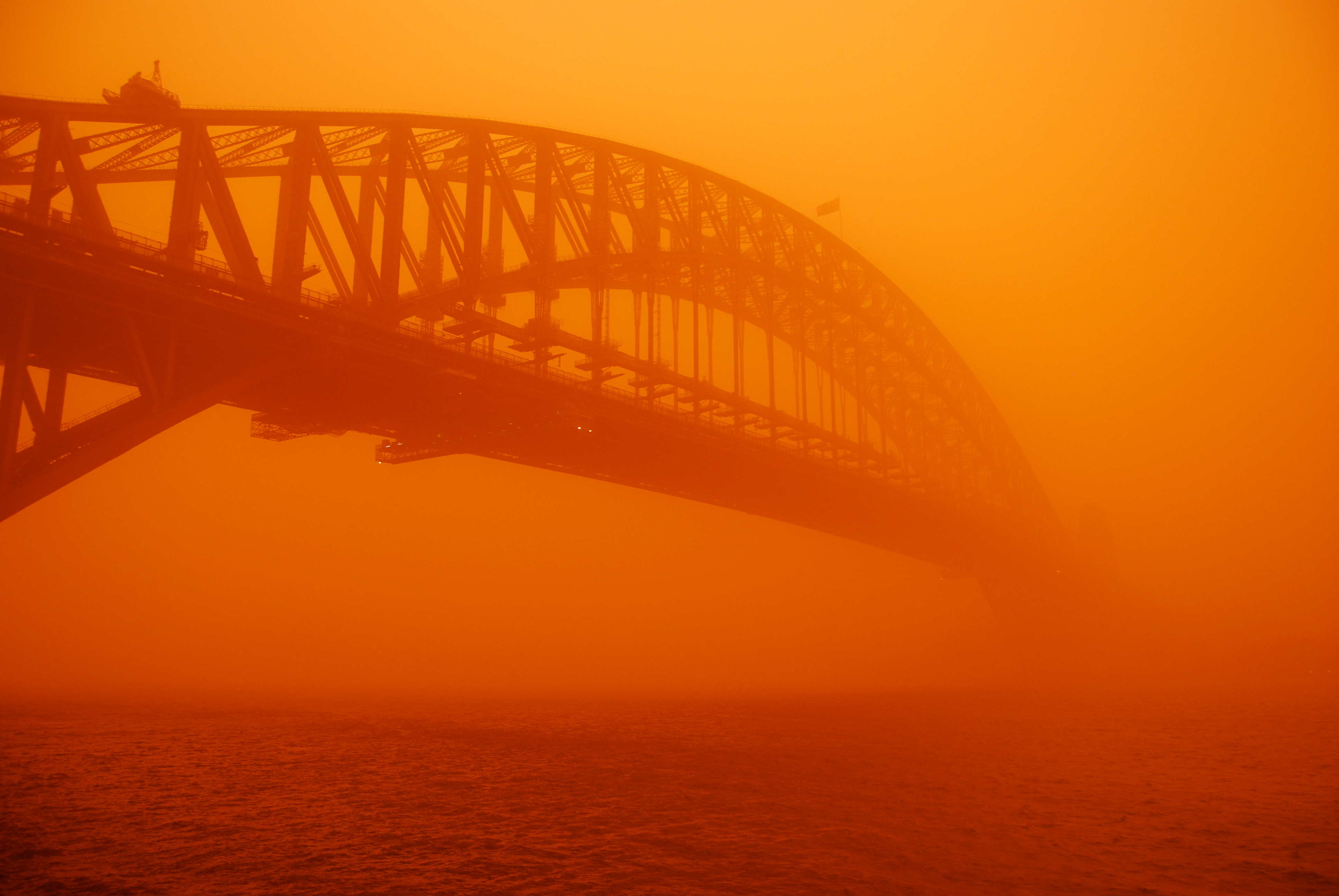
Most Sydney Harbour Bridge během písečné bouře

Od konce 19. století do současnosti došlo k nárůstu celosvětových ročních emisí prachu o 25 %. Nárůst dezertifikace také zvýšil množství volného písku a prachu, které může vítr zvednout a nakonec vyústit v bouři. Například prachové bouře na Blízkém východě "jsou v posledních letech stále častější a intenzivnější", protože "dlouhodobé snižování srážek podporuje nižší vlhkost půdy a vegetačního krytu".
Prachové bouře mohou přispívat k některým respiračním onemocněním jako je zápal plic, podráždění kůže, astma a mnoho dalších. Mohou znečišťovat otevřené vody, snižovat účinnost úsilí o čistou energii a zastavit většinu druhů dopravy. Prachové a písečné bouře mohou mít negativní vliv na rovněž klima. V důsledku toho může docházet k rozšiřování pouští, neboť prachové částice ve vzduchu rozptylují dopadající sluneční záření. Prach může krátkodobě pokrýt přízemní teplotu, ale teplota atmosféry se zvýší. To může narušit a zkrátit životnost oblaků, což může mít za následek méně srážek.

### Potravinová bezpečnost
Globální potravinovou bezpečnost ohrožuje rozšiřování pouští a přelidnění. Čím více roste počet obyvatel, tím více potravin je třeba vypěstovat. V blízké budoucnosti poptávka převýší nabídku. Zemědělství se přesouvá z jedné země do druhé. Například Evropa v průměru dováží více než 50 % svých potravin. Přitom 44 % zemědělské půdy se nachází v suchých oblastech a zajišťuje 60 % světové produkce potravin. Dezertifikace snižuje množství udržitelné půdy pro zemědělské využití, přestože požadavky na výnosnost půdy neustále rostou. Důsledky posunů klimatu, degradace půdy a růstu populace vede i k rozrůstajícím násilným konfliktům mezi pastevci a farmáři zejména v Nigérii, Súdánu, Mali a dalších zemích oblasti Sahelu.

### Vliv na vegetaci
V procesu dezertifikace může krajina procházet různými fázemi a neustále se proměňovat. Na postupně se svažujícím terénu může dezertifikace vytvářet stále větší pusté plochy na velkém pásu půdy, což je jev známý jako "brousse tigrée". Matematický model tohoto jevu, který navrhl C. Klausmeier, přisuzuje toto uspořádání dynamice interakce mezi rostlinami a vodou. Jeden z výsledků tohoto pozorování naznačuje optimální strategii výsadby pro zemědělství v suchém prostředí.

## Opatření proti dezertifikaci
Existuje celá řada navrhovaných protiopatření na zmírněná dopadů dezertifikace. Ne všechny však mají dostatečnou politickou vůli nebo dostatek finančních prostředků. Dezertifikace je však považována za hlavní hrozbu pro biologickou rozmanitost. Některé země proto vypracovaly akční plány na ochranu biologické rozmanitosti, aby čelily jejím dopadům, zejména v souvislosti s ochranou ohrožených rostlin a živočichů.

Velká zelená zeď, zúčastněné země a Sahel. V září 2020 bylo oznámeno, že Velká zelená zeď pokrývá pouze 4 % plánované plochy.

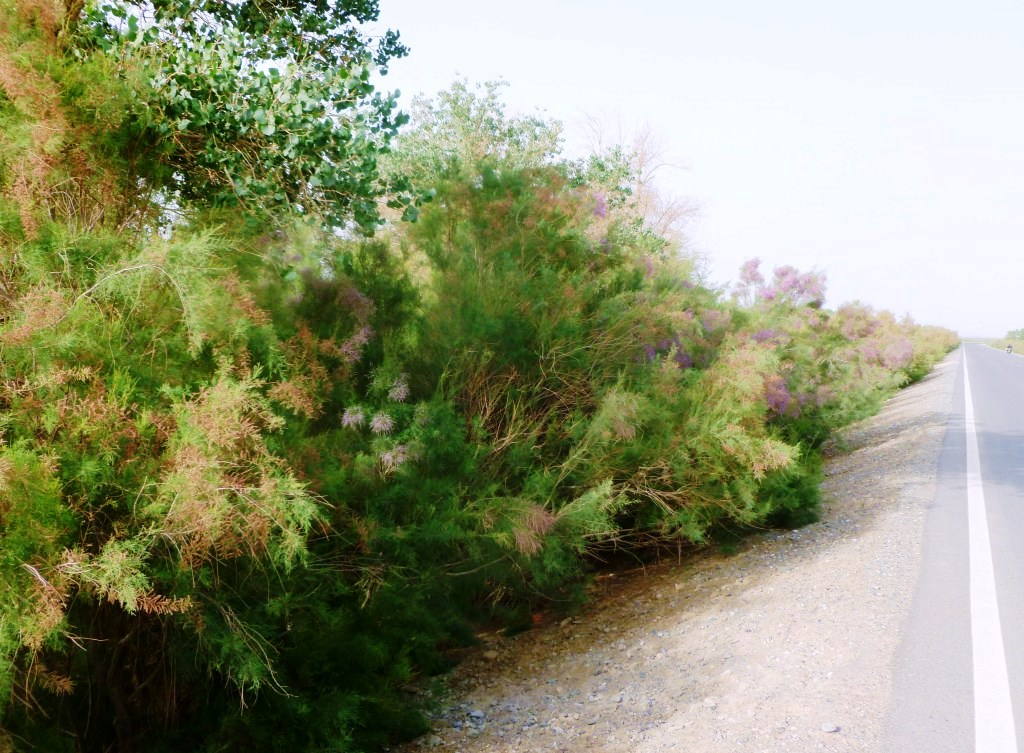
Rosilka (Saxaul) vysazená podél silnic v Sin-ťiangu poblíž Čerčenu, která má zpomalit rozšiřování pouště.

### Zalesňování
Zalesňování řeší jednu z hlavních příčin rozšiřování pouští. Nezaměřuje se na pouhé zmírnění dopadů, ale na řešení příčiny problému. Ekologické organizace pracují v místech, kde odlesňování a dezertifikace přispívají k extrémní chudobě. Zaměřují se tam především na vzdělávání místních obyvatel o nebezpečí odlesňování a někdy je zaměstnávají pěstováním sazenic, které v období dešťů přenášejí do silně odlesněných oblastí. Zásadní při zapojování místních obyvatele je zejména v předávání potřebného know-how o využití půdy a pěstování vhodných plodin, které do půdy doplňují dusík a další potřebné látky. Zároveň by se k zalesňování měly využívat původní druhy, které budou pro místní obyvatelstvo upotřebitelné a zajistí jim do budoucna obživu a práci. V roce 2012 zahájila Organizace OSN pro výživu a zemědělství zahájila v roce 2012 Iniciativu FAO pro obnovu suchých oblastí, jejímž cílem je shromáždit znalosti a zkušenosti s obnovou suchých oblastí. V roce 2015 FAO ve spolupráci s tureckým ministerstvem lesnictví a vodních záležitostí a Tureckou agenturou pro spolupráci a koordinaci zveřejnila globální pokyny pro obnovu degradovaných lesů a krajiny v suchých oblastech.
Příkladem zalesnění krajiny jako opatření proti dezertifikaci je tzv. Zelená zeď v Číně. Nápad pochází z konce 70. let 20. století a stal se velkým inženýrským projektem, jehož konec se předpokládá až v roce 2055. Podle čínských zpráv bylo v rámci velké čínské zdi vysázeno téměř 66 miliard stromů. To přispělo ke zmenšení rozlohy pouštní půdy v Číně v průměru o 1 980 km2 ročně. I četnost písečných bouří se v celé zemi v důsledku působení Zelené zdi snížila o 20 %. Tento čínský projekt se díky svým výsledkům stal vzorem pro další oblasti, které bojují s dezertifikací, například se v současné době plánuje v Africe zahájení výstavby podobné "zdi" podél hranic saharské pouště, která má být financována z fondu OSN, Globálního nástroje pro životní prostředí.

### Obnova půdy
Obnova půdy může probíhat pomocí techniky zaměřující se na dva aspekty: zajištění vody a fixaci a nadměrné hnojení půdy. Fixace půdy se často provádí pomocí ochranných pásů, lesních porostů a větrolamů. Větrolamy nebo také větrné pásy jsou vytvořeny stromy nebo keři a slouží ke snížení eroze půdy a evapotranspiraci. Od poloviny 80. let 20. stoletá byly v africké oblasti Sahelu hojně podporovány rozvojovými agenturami. 
Některé typy půd (například jílovité) se v důsledku nedostatku vody spíše zpevňují než propouští (jako v případě písčitých půd). Z toho důvodu se pak upřednostňují některé techniky jako zaï nebo obdělávání půdy, které stále umožňují pěstování plodin. Pomoci mohou také vaflové zahrady, které mohou zajistit ochranu rostlin před větrem a pískem a zvýšit počet hodin stínu dopadajícího na rostliny.
Další užitečnou technikou je obrysové okopávání, které vymyslel Peter Westerveld. To spočívá ve vykopání 150 metrů dlouhých a 1 metr hlubokých příkopů v půdě. Příkopy se provádějí rovnoběžně s výškovými čarami krajimi, čímž se zabrání stékání vody uvnitř příkopů a vzniku eroze. Kolem příkopů jsou umístěny kamenné zídky, které zabraňují opětovnému uzavření příkopů.
Dalším způsobem obnovy úrodnosti půdy je používání hnojiv bohatých na dusík. Kvůli vyšším nákladům na tato hnojiva se mnoho drobných zemědělců zdráhá je používat, zejména v oblastech, kde je běžné samozásobitelské zemědělství. Několik států, včetně Indie, Zambie a Malawi, na to reagovalo zavedením dotací, které mají pomoci podpořit zavádění této techniky. Další cestou je obohacení půdy pomocí rostlin, které získávají dusík ze vzduchu a fixují ho v půdě (například sukulenty, obilí, ječmen, fazole nebo datle).
Některá výzkumná střediska (například Bel-Air Research Center IRD/ISRA/UCAD) také experimentují s očkováním dřevin mykorhizou do suchých oblastí. Mykorhizy jsou v podstatě houby přichycující se ke kořenům rostlin. Vytvářejí tak se stromy symbiotický vztah, čímž výrazně zvětšují plochu kořenů stromu (což stromu umožňuje získávat z půdy mnohem více živin).  

### Rekultivace pouště
Podle různých typů pouští můžeme rozeznávat i různé typy metodik jejich rekultivace. Například solné pláně v poušti Rub' al Chalí v Saúdské Arábii, které jsou jednou z nejslibnějších pouštních oblastí pro zemědělství využívající mořskou vodu. Do budoucna by mohly být revitalizovány bez použití sladké vody a velkého množství energie.
Další technikou, která přinesla úspěšné výsledky při rekultivaci pouště, je přirozená obnova řízená zemědělci (FMNR). Od roku 1980 se tato metoda zalesňování degradované krajiny s určitým úspěchem uplatňuje v Nigeru. Jedná se o jednoduchou a levnou metodu, která umožňuje zemědělcům obnovit v Nigeru přibližně 30 000 km2 . Postup spočívá v umožnění růstu původních náletových stromů a v selektivním ořezáváním keřových výhonků. Zbytky z prořezaných stromů lze použít k mulčování polí, čímž se zvýší zadržování vody v půdě a sníží se její odpařování. Správně rozmístěné a ořezané stromy navíc mohou zvýšit výnosy plodin. Projekt asistované regenerace Humbo, který využívá techniky FMNR v Etiopii, získal peníze z fondu The World Bank's BioCarbon Fund, který podporuje projekty, jež zachycují nebo zachovávají uhlík v lesích nebo zemědělských ekosystémech.

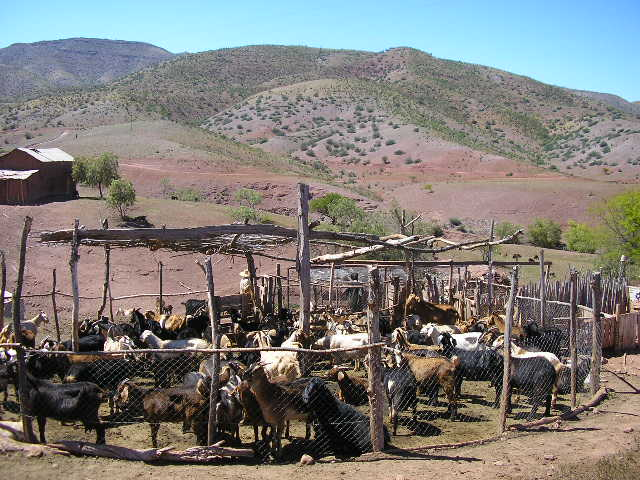
Kozy v ohradě v Norte Chico v Chile. Nadměrné spásání suchých oblastí špatně řízeným tradičním pastevectvím je jednou z hlavních příčin rozšiřování pouští.

### Řízená pastva
Pasoucí se hospodářská zvířata, která obvykle nejsou ponechána na volno, sežerou trávu a minimalizují její růst. Metoda navrhovaná k obnově travnatých ploch využívá ohrady s mnoha malými výběhy a přesouvání stád z jednoho výběhu do druhého po jednom či dvou dnech, aby se napodobila přirozená pastva a umožnil se optimální růst trávy. Zastánci metod řízené pastvy odhadují, že užíváním této metody by se mohl zvýšit obsah uhlíku v půdě na 3,5 miliardách hektarů zemědělských pastvin na světě a kompenzovat téměř 12 let emisí CO2.
Jeden ze zastánců řízené pastvy, Allan Savory, v rámci holistického managementu tvrdí, že udržování hospodářských zvířat v těsném závěsu na menších pozemcích a jejich postupné střídání na jiných malých pozemcích zvrátí rozšiřování pouští. Vědci zabývající se dobytkem však jeho tvrzení nebyli schopni experimentálně potvrdit.